# György Bánffy (1746-1822)
Pour les articles homonymes, voir György Bánffy et Bánffy.
Dans le nom hongrois Bánffy György, le nom de famille précède le prénom, mais cet article utilise l’ordre habituel en français György Bánffy, où le prénom précède le nom.
György Bánffy est né le 24 décembre 1746 à Piski (aujourd'hui Simeria Veche) et mort le 5 juillet 1822 à Kolozsvár (aujourd'hui Cluj-Napoca). Il est gouverneur de Transylvanie sous l'autorité des Habsbourg de 1787 à sa mort.

## Biographie
György Bánffy est nommé par l'empereur Joseph II pour remplacer le baron Samuel von Brukenthal comme gouverneur de Transylvanie. Comme ce dernier, il appartient à la franc-maçonnerie au sein de la loge St Andréas : Zu den seeblettern d'Hermannstadt. Ces deux hommes étaient liés dans la franc-maçonnerie avec le duc Albert de Saxe-Teschen et partageaient tous les trois une grande passion pour l'art et les collections.
Source : correspondance de Thugut d'après son biographe Von Vivenot